# Vidigueira
A Vidigueira é uma vila portuguesa pertencente ao Distrito de Beja, e inserida na região do Alentejo (NUT II) e na sub-região do Baixo Alentejo (NUT III).
É sede do município homónimo que tem 316,61 km² de área e 5.229 habitantes (2023), subdividido em 4 freguesias. O município é limitado a norte pelo município de Portel, a este por Moura, a sudeste por Serpa, a sul por Beja e a oeste por Cuba.

## Freguesias
|  | O município da Vidigueira está dividido em 4 freguesias: 0 - Pedrógão - Selmes - Vidigueira - Vila de Frades 0 |

## Caracterização

### Geografia

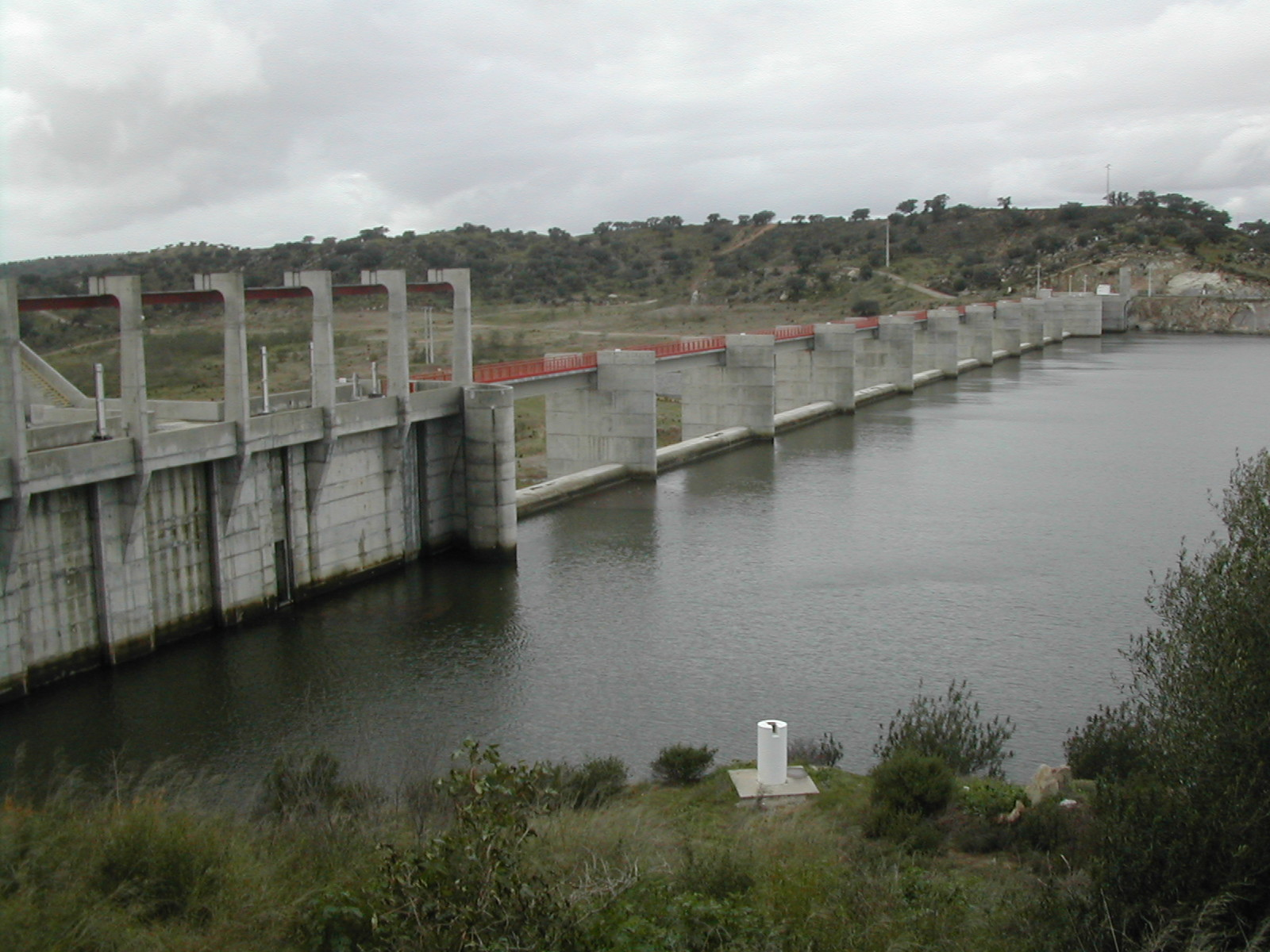
Barragem de Pedrógão

O município da Vidigueira fica na fronteira do Baixo Alentejo com o Alto Alentejo, entre Beja e Évora. A serra do Mendro dá corpo a essa fronteira e abriga o município a norte; a parte este é atravessada pelo rio Guadiana, enquanto que a sul e oeste se estende a vasta planície alentejana. A diversidade paisagística existente é dominada pelo património natural, mas também pelo património humanizado. Graças à sua vegetação relativamente exuberante, à abundância de água, à riqueza dos solos e ao facto de estar encostada à serra do Mendro, Vidigueira já foi designada de "Sintra do Alentejo".
Na serra, os montados alimentam o porco alentejano com as suas bolotas, dando origem a saborosos enchidos e presuntos, e a flora silvestre dá a matéria-prima às abelhas para produzirem o seu delicioso mel. Na planície, as hortas, os laranjais e os campos de searas, olivais e vinhas dão origem a afamados produtos característicos da região, como o pão, o azeite e, sobretudo, o vinho.

### Clima
A especificidade do relevo está diretamente relacionada com o clima, isto é, a falha da Vidigueira, acidente natural que marca a divisão entre o Alto e o Baixo Alentejo (serra do Mendro), determina a razão de o clima ser mais temperado do que o normal no Alentejo, registando-se uma temperatura média de 16.4 °C. A classificação do clima é Csa, segundo a classificação climática de Köppen-Geiger.
A pluviosidade média anual é de 567 mm. O mês mais seco é Julho, com 3 mm de precipitação. A maioria da precipitação cai em Dezembro, com uma média de 80 mm.
No mês de Agosto, que é o mais quente do ano, a temperatura média é de 24.1 °C. Em Janeiro, a temperatura média é de 9.9 °C, sendo que esta é a temperatura média mais baixa de todo o ano.

## História

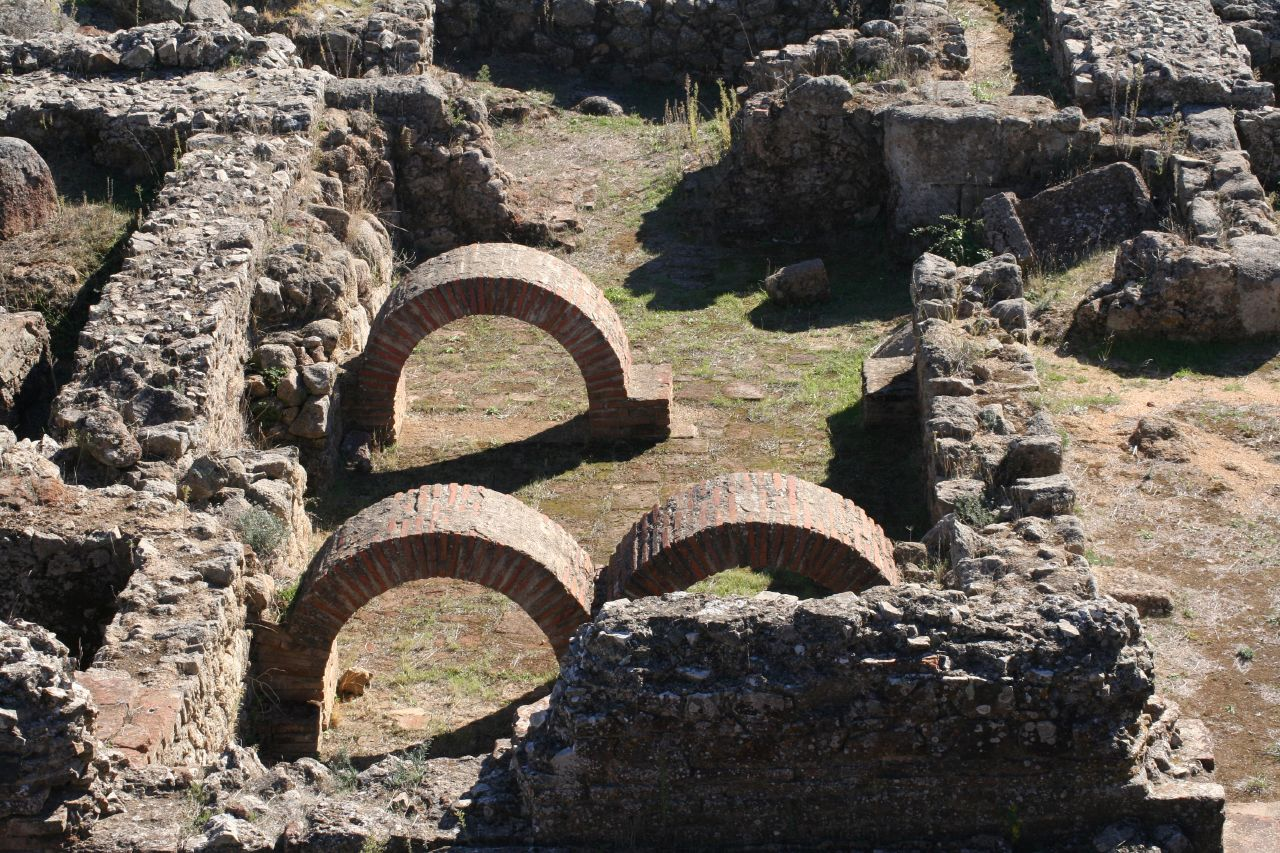
Ruínas romanas de São Cucufate

A história da região estende-se ao longo de vários séculos, mantendo-se até hoje vestígios dos povos que por lá passaram. São notórias, também, as influências da igreja católica. Entre o valioso património da vila da Vidigueira, destacam-se a Igreja de São Francisco, a Torre do Relógio e a Torre de Menagem (esta última vestígio do que foram os Paços do Castelo).
Esta riqueza em património histórico é visível por todo o município. Na freguesia de Pedrógão esse património também está presente, na Igreja Matriz, Torre do Relógio e Ermida de Santa Luzia. Na aldeia de Marmelar, no sopé da serra, sobressai a Igreja Paroquial de Santa Brígida, de inspiração mudéjar.
Selmes é uma aldeia tradicional na planície alentejana, atravessada pela ribeira homónima, sobre a qual se ergue uma pequena ponte aparentemente romana. Dos seus monumentos, destacam-se a Igreja Matriz de Santa Catarina e um conjunto urbano típico, pontuado por 6 nichos em alvenaria que constituem as estações da Via Sacra. Na mesma freguesia, mas já no sopé da serra, encontra-se Alcaria da Serra, uma pequena aldeia de arquitetura popular, onde se destaca a Igreja de Nossa Senhora das Relíquias.
Nas proximidades de Vila de Frades, encontram-se as ruínas romanas de São Cucufate. Este impressionante conjunto arquitetónico é um exemplar único na Península Ibérica por conservar, ainda um, primeiro andar. Posteriormente, adaptado a convento, manteve-se em funcionamento até ao século XVIII.

## Gastronomia

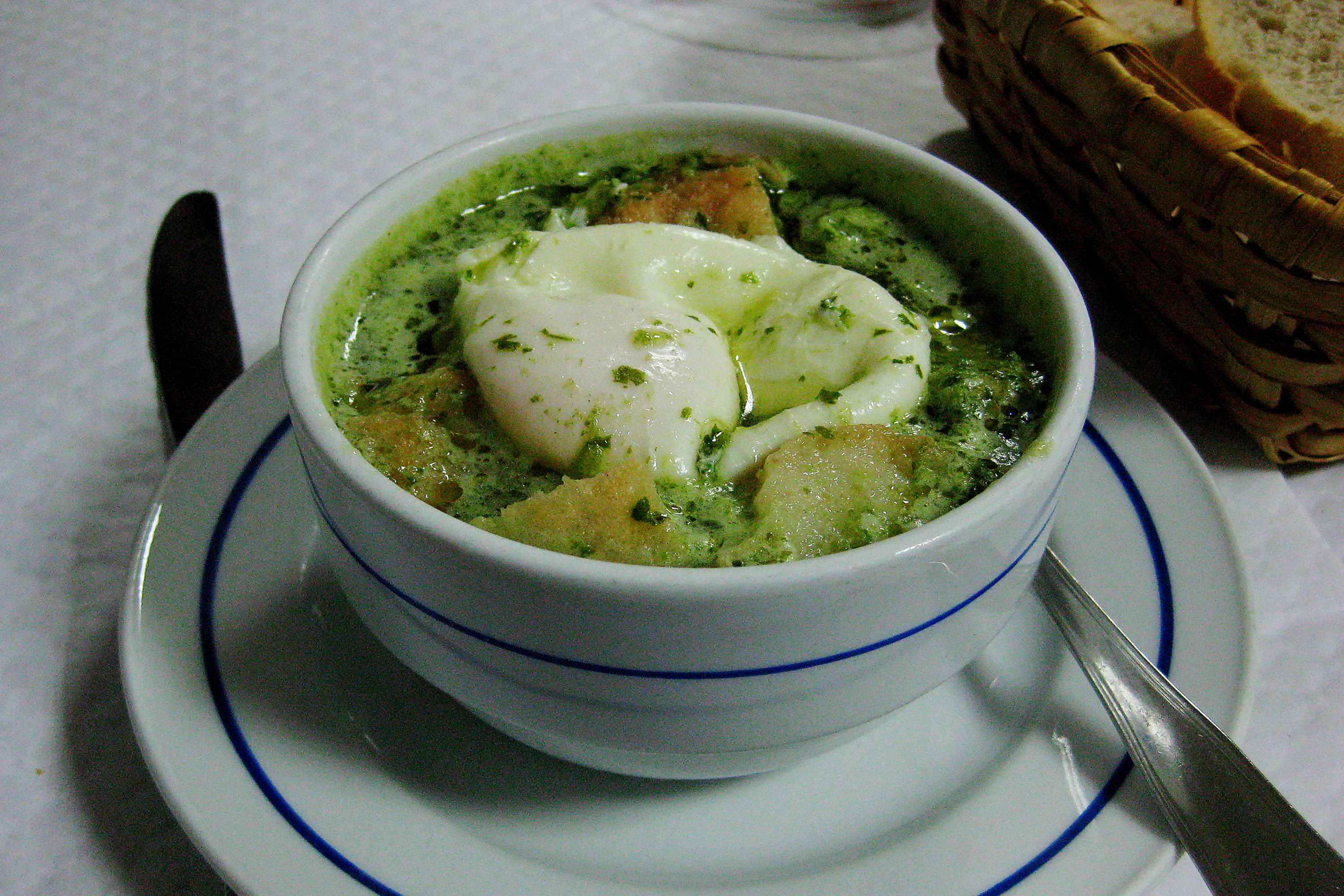
Açorda

Em Vidigueira e em todo o município predomina o uso de produtos regionais que, quando combinados, dão origem às seguintes iguarias:
- Açorda de alho
- Porco alentejano (enchidos e presuntos)
- Ensopados e assados
- Pratos de peixe (enguia, sável, saboga, lampreia, tainha, boga, corvina, esturjão e robalo)
- Silarcas (cogumelos preparados com ovos ou carne frita)
- Gila
- Mel
- Bolos regionais (popias, bolos de mel, bolos folhados e escarapiadas)

## Património

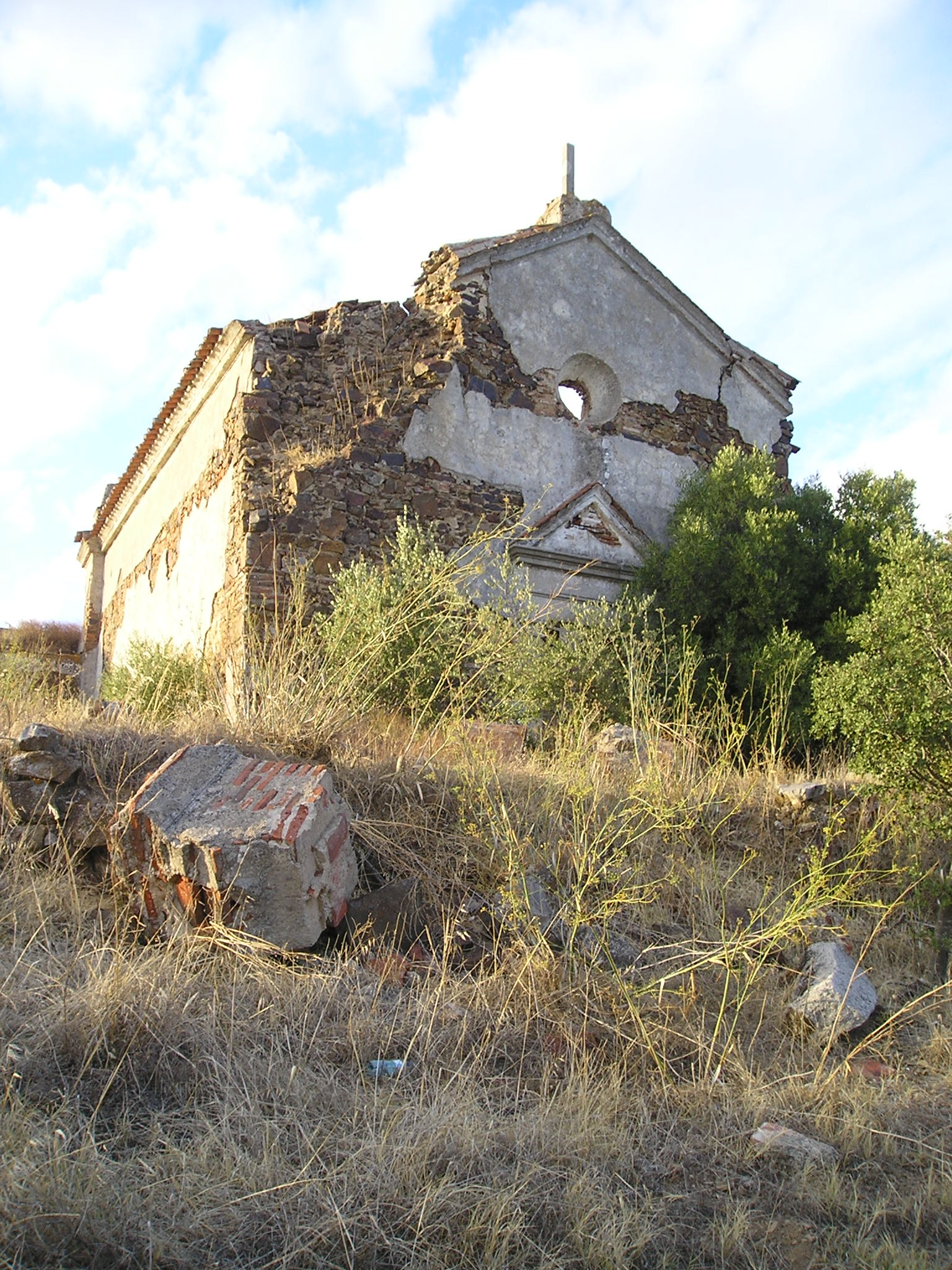
Ermida de Nossa Senhora da Guadalupe

- Dólmens na Herdade de Corte Serrão
- Igreja de Santa Maria de Marmelar ou Igreja de Santa Brígida ou Igreja Paroquial de Marmelar
- Ermida de Santa Clara
- Castelo da Vidigueira
- Ruínas romanas de Villa Áulica e Convento de São Cucufate
- Menir de Mac Abraão
- Adega de Vila de Frades

## Cultura
- Museu Municipal da Vidigueira
- Museu da Casa do Arco
- Núcleo Museológico de Marmelar
- Escola de Música

## Personalidades ilustres
- Conde da Vidigueira

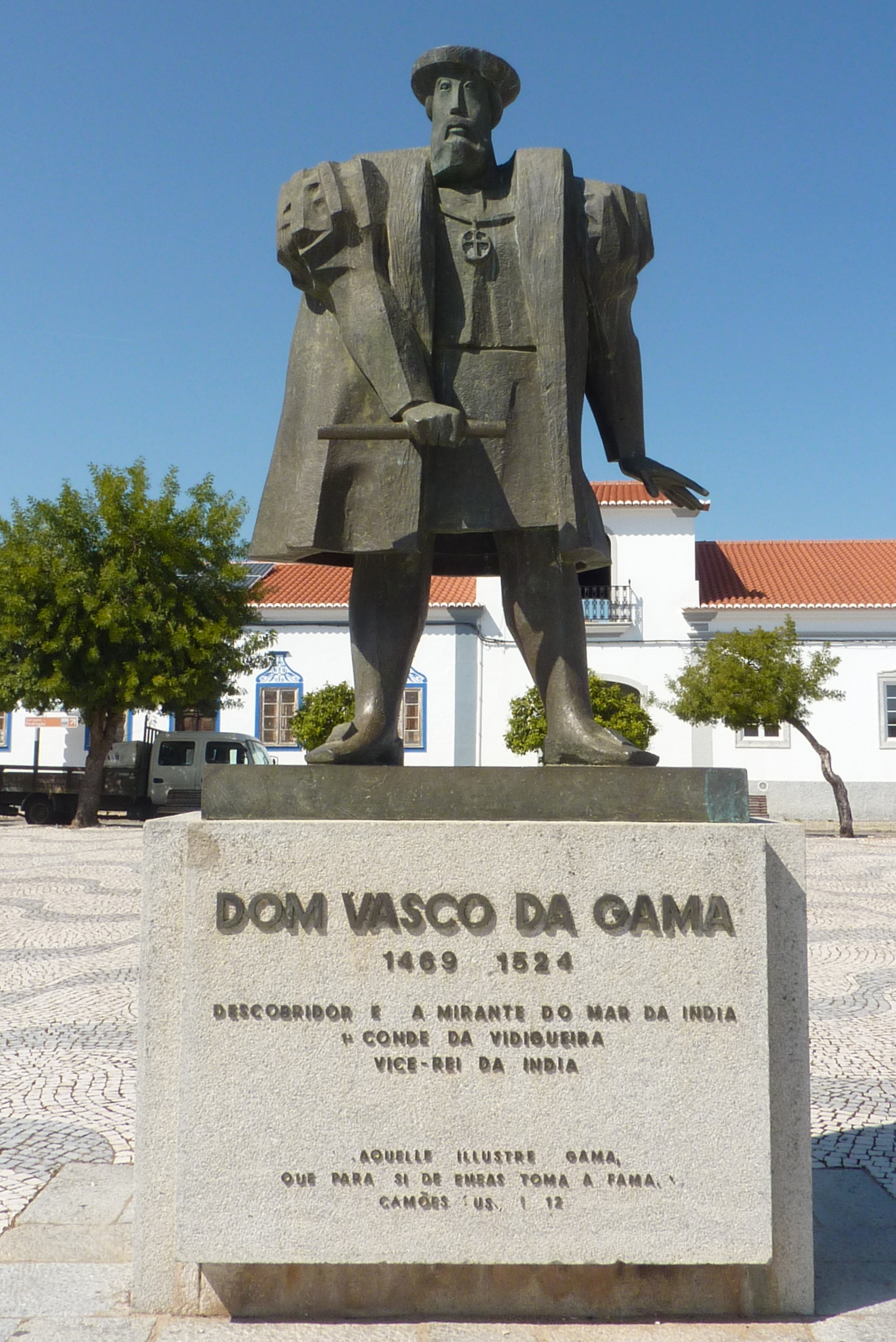
Monumento a Vasco da Gama

- Vasco da Gama: natural de Sines; ao regressar da viagem na qual descobriu o caminho marítimo para a Índia, foi feito Conde da Vidigueira pelo Rei Dom Manuel I.
- Aquiles Estaço: poeta humanista
- Miguel Spinosa (pai do filósofo Baruch Spinoza): que ali viveu até ser forçado a fugir da Inquisição Portuguesa para a Holanda.
- Frei António das Chagas natural da Vidigueira. Foi um Poeta e frade português.

## Geminações
A vila da Vidigueira está geminada com as seguintes povoações:
- Sines, Setúbal, Portugal
- Nisa, Portalegre, Portugal
- Évora, Évora, Portugal

## Heráldica
|  | Brasão: Escudo negro, com uma torre torreada de prata aberta e iluminada do campo, envolvida por uma videira troncada, folhada de verde e frutada de púrpura. Coroa mural de prata de quatro torres. Listel branco com legenda a negro: "VILA DA VIDIGUEIRA". |
|  | Bandeira: Esquartelada de branco e verde. Cordões e borlas de prata e verde. Haste e lança de ouro. |

## Evolução da população do município
| Número de habitantes★                    | Número de habitantes★ | Número de habitantes★ | Número de habitantes★ | Número de habitantes★ | Número de habitantes★ | Número de habitantes★ | Número de habitantes★ | Número de habitantes★ | Número de habitantes★ | Número de habitantes★ | Número de habitantes★ | Número de habitantes★ | Número de habitantes★ | Número de habitantes★ | Número de habitantes★ |
| ---------------------------------------- | --------------------- | --------------------- | --------------------- | --------------------- | --------------------- | --------------------- | --------------------- | --------------------- | --------------------- | --------------------- | --------------------- | --------------------- | --------------------- | --------------------- | --------------------- |
| 1864                                     | 1878                  | 1890                  | 1900                  | 1911                  | 1920                  | 1930                  | 1940                  | 1950                  | 1960                  | 1970                  | 1981                  | 1991                  | 2001                  | 2011                  | 2021                  |
| 7 442                                    | 8 054                 | 8 304                 | 8 813                 | 9 041                 | 8 888                 | 10 621                | 11 047                | 11 252                | 10 594                | 8 243                 | 7 405                 | 6 305                 | 6 188                 | 5 932                 | 5 175                 |
| Número de habitantes por grupo etário ★★ |                       |                       |                       |                       |                       |                       |                       |                       |                       |                       |                       |                       |                       |                       |                       |
|                                          |                       |                       | 1900                  | 1911                  | 1920                  | 1930                  | 1940                  | 1950                  | 1960                  | 1970                  | 1981                  | 1991                  | 2001                  | 2011                  | 2021                  |
| 0-14 Anos                                | 0-14 Anos             | 0-14 Anos             | 2 649                 | 2 788                 | 2 524                 | 3 064                 | 2 997                 | 2 895                 | 2 551                 | 2 035                 | 1 417                 | 1 063                 | 908                   | 818                   | 663                   |
| 15-24 Anos                               | 15-24 Anos            | 15-24 Anos            | 1 592                 | 1 538                 | 1 565                 | 1 994                 | 2 112                 | 1 948                 | 1 605                 | 930                   | 1 060                 | 756                   | 749                   | 696                   | 511                   |
| 25-64 Anos                               | 25-64 Anos            | 25-64 Anos            | 3 792                 | 4 017                 | 3 785                 | 4 721                 | 4 948                 | 5 345                 | 5 352                 | 4 120                 | 3 558                 | 3 085                 | 2 919                 | 2 963                 | 2 557                 |
| = ou > 65 Anos                           | = ou > 65 Anos        | = ou > 65 Anos        | 503                   | 591                   | 522                   | 698                   | 860                   | 880                   | 1 086                 | 1 145                 | 1 370                 | 1 401                 | 1 612                 | 1 455                 | 1 444                 |

★ Número de habitantes que tinham a residência oficial neste município à data em que os censos se realizaram.
★★ De 1900 a 1950 os dados referem-se à população presente no município à data em que eles se realizaram. Daí que se registem algumas diferenças relativamente à designada população residente.

## Política

### Eleições autárquicas[15]
| Data | %     | V     | %            | V            | %      | V      | %              | V       | %              | V      | %              | V  | %              | V       | %   | V   | Participação |                |
| Data | PS    | PS    | FEPU/APU/CDU | FEPU/APU/CDU | AD     | AD     | PPD/PSD        | PPD/PSD | CDS-PP         | CDS-PP | BE             | BE | PSD/CDS        | PSD/CDS | GCE | GCE | Participação |                |
| ---- | ----- | ----- | ------------ | ------------ | ------ | ------ | -------------- | ------- | -------------- | ------ | -------------- | -- | -------------- | ------- | --- | --- | ------------ | -------------- |
| Data | 1976  | 46,89 | 3            | 46,50        | 2      |        |                |         |                |        |                |    |                |         |     |     |              | 72,06 / 100,00 |
| 1979 | 28,93 | 2     | 55,87        | 3            | 12,57  | -      | AD             | AD      | AD             | AD     | 82,14 / 100,00 |    |                |         |     |     |              |                |
| 1982 | 15,03 | 1     | 67,49        | 4            | 12,52  | -      | AD             | AD      | AD             | AD     | 72,30 / 100,00 |    |                |         |     |     |              |                |
| 1985 | 26,92 | 1     | 66,89        | 4            |        |        |                |         |                |        | 67,19 / 100,00 |    |                |         |     |     |              |                |
| 1989 | 23,89 | 1     | 59,53        | 4            | 9,46   | -      | 60,62 / 100,00 |         |                |        |                |    |                |         |     |     |              |                |
| 1993 | 25,31 | 1     | 48,09        | 3            | 18,48  | 1      | 2,89           | -       | 62,06 / 100,00 |        |                |    |                |         |     |     |              |                |
| 1997 | 39,93 | 2     | 43,83        | 3            | 10,41  | -      | 1,23           | -       | 63,57 / 100,00 |        |                |    |                |         |     |     |              |                |
| 2001 | 50,03 | 3     | 39,42        | 2            | 5,10   | -      | 1,36           | -       | 67,83 / 100,00 |        |                |    |                |         |     |     |              |                |
| 2005 | 40,42 | 2     | 44,34        | 3            | 8,96   | -      | 1,34           | -       | 1,28           | -      | 65,97 / 100,00 |    |                |         |     |     |              |                |
| 2009 | 34,15 | 2     | 55,23        | 3            | 4,87   | -      | 1,25           | -       | 1,28           | -      | 67,44 / 100,00 |    |                |         |     |     |              |                |
| 2013 | 36,82 | 2     | 50,69        | 3            | CDS-PP | CDS-PP | PPD/PSD        | PPD/PSD |                |        | 7,59           | -  | 64,27 / 100,00 |         |     |     |              |                |
| 2017 | 35,54 | 2     | 44,66        | 2            |        |        |                |         |                |        | 16,67          | 1  | 68,80 / 100,00 |         |     |     |              |                |
| 2021 | 23,27 | 1     | 48,58        | 3            | (a)    | (a)    | 24,28          | 1       | 68,11 / 100,00 |        |                |    |                |         |     |     |              |                |

(a) O PSD apoiou a lista independente "Mais Cidadãos" nas eleições de 2021. 

### Eleições legislativas
| Data | %     | %     | %     | %    | %     | %        | %     | %     | %     | %     | %    | %   | %       | % | %  | %  |
| Data | PCP   | PS    | PSD   | CDS  | UDP   | APU/ CDU | AD    | FRS   | PRD   | PSN   | BE   | PAN | PSD CDS | L | CH | IL |
| ---- | ----- | ----- | ----- | ---- | ----- | -------- | ----- | ----- | ----- | ----- | ---- | --- | ------- | - | -- | -- |
| 1976 | 43,17 | 32,88 | 9,98  | 2,86 | 2,03  |          |       |       |       |       |      |     |         |   |    |    |
| 1979 | APU   | 22,57 | AD    | AD   | 1,18  | 50,43    | 17,72 |       |       |       |      |     |         |   |    |    |
| 1980 | APU   | FRS   | AD    | AD   | 0,97  | 45,78    | 20,38 | 24,60 |       |       |      |     |         |   |    |    |
| 1983 | APU   | 25,80 | 12,30 | 3,86 | 0,67  | 50,21    |       |       |       |       |      |     |         |   |    |    |
| 1985 | APU   | 15,87 | 13,60 | 2,47 | 1,61  | 45,11    | 14,61 |       |       |       |      |     |         |   |    |    |
| 1987 | CDU   | 17,29 | 27,09 | 1,61 | 0,94  | 38,31    | 5,66  |       |       |       |      |     |         |   |    |    |
| 1991 | CDU   | 27,68 | 29,80 | 2,83 |       | 27,84    | 0,78  | 1,75  |       |       |      |     |         |   |    |    |
| 1995 | CDU   | 43,12 | 16,74 | 3,79 | 1,16  | 29,50    |       |       |       |       |      |     |         |   |    |    |
| 1999 | CDU   | 49,78 | 12,93 | 4,37 |       | 26,57    | 0,12  | 1,10  |       |       |      |     |         |   |    |    |
| 2002 | CDU   | 47,46 | 19,08 | 4,25 | 21,28 |          | 1,65  |       |       |       |      |     |         |   |    |    |
| 2005 | CDU   | 53,65 | 12,11 | 2,45 | 22,10 | 4,77     |       |       |       |       |      |     |         |   |    |    |
| 2009 | CDU   | 35,47 | 13,39 | 5,56 | 28,65 | 10,90    |       |       |       |       |      |     |         |   |    |    |
| 2011 | CDU   | 30,73 | 22,12 | 7,83 | 24,46 | 5,28     | 0,74  |       |       |       |      |     |         |   |    |    |
| 2015 | CDU   | 40,65 | CDS   | PSD  | 26,72 | 7,09     | 0,68  | 17,17 | 0,14  |       |      |     |         |   |    |    |
| 2019 | CDU   | 43,92 | 11,94 | 1,92 | 23,62 | 7,22     | 1,88  |       | 0,35  | 1,71  | 0,44 |     |         |   |    |    |
| 2022 | CDU   | 46,42 | 12,71 | 0,61 | 20,55 | 2,60     | 0,80  | 0,65  | 10,41 | 1,72  |      |     |         |   |    |    |
| 2024 | CDU   | 34,71 | AD    | AD   | 14,81 | 13,22    | 4,01  | 1,38  | 1,52  | 23,46 | 1,52 |     |         |   |    |    |